# Juan Falco
Juan Falco Olivera (30 settembre 1978) è un giocatore di calcio a 5 uruguaiano.

## Carriera
Con la nazionale maschile di calcio a 5 dell'Uruguay, Falco ha disputato il FIFA Futsal World Championship 2000 in cui la selezione sudamericana, qualificata come terza della zona CONMEBOL, è stata eliminata nel girone del primo turno comprendente Paesi Bassi, Egitto e Thailandia.